# Venzolasca
Venzolasca (in corso A Venzulà) è un comune francese di 1 690 abitanti situato nel dipartimento dell'Alta Corsica nella regione della Corsica.

## Monumenti e luoghi d'interesse
- Chiesa di Santa Lucia

## Società

### Evoluzione demografica
Abitanti censiti